# Patrick Munyomo Basilwango
Patrick Munyomo Basilwango, né le 17 novembre 1981 à Bukavu dans la province du Sud-Kivu, est un homme politique et député national de la République démocratique du Congo et  président du Daring Club Virunga.

## Biographie
Patrick Munyomo Basilwango est né le 17 novembre 1981 à Bukavu, en République Démocratique du Congo (RDC). Homme politique et dirigeant sportif influent, il est principalement connu pour son rôle de député national et sa présidence du Daring Club Virunga à Goma, sa ville d’adoption. Son parcours est marqué par son engagement pour le développement de sa communauté et son rôle central dans la transformation de Goma, tant sur le plan politique que sportif.

## Carrière politique
En 2018, Patrick Munyomo est élu député national pour représenter la ville de Goma sous la bannière de l'Alliance des Forces Démocratiques du Congo et Alliés (AFDC-A). Cependant, son élection a été annulée temporairement par la Haute Cour en juin 2019. En juillet de la même année, la Cour constitutionnelle a rectifié cette décision, rétablissant ainsi son mandat.
Le 9 juin 2020, Patrick Munyomo Basilwango a été élu président de la sous-commission des transports, voies de communication et développement rural à la chambre basse du Parlement congolais, un poste stratégique qui lui a permis de moderniser les infrastructures, de relier les régions isolées et de stimuler l'économie locale.
Le 29 septembre 2020, Patrick Munyomo présente les rapports du programme de ramassage des armes et des effets militaires détenus illégalement dans la ville de Goma.
En 2024, après publication des résultats provisoires des élections législatives du 20 décembre 2023, il est réélu député national de la ville de Goma.

## Engagement sportif
Le 26 juillet 2022, Patrick Munyomo a été élu président du Daring Club Virunga, un club emblématique de Goma. Passionné de sport, il a entrepris de revitaliser le club en mettant en œuvre des projets visant à améliorer ses infrastructures et à encourager la relève sportive. Sous sa direction, le Daring Club Virunga a retrouvé sa place dans le paysage sportif congolais et a contribué à la promotion du sport à Goma, attirant ainsi l'attention de nombreux jeunes talents.